# Michinmahuida
Michinmahuida, także Michimavida (hiszp. Volcán Michinmahuida) – wulkan w Chile, o wysokości 2452 m n.p.m.
Nazwa wulkanu wywodzi się z języka mapudungun i oznacza „pod górą”.